# Sedliská
Sedliská (in ungherese Telekháza) è un comune della Slovacchia facente parte del distretto di Vranov nad Topľou, nella regione di Prešov.